# Wolfgang Mattern
Wolfgang Mattern (* 17. Juli 1956 in Köln) ist ein ehemaliger deutscher Fußballspieler. Für den 1. FC Köln absolvierte er zwei Spiele in der Fußball-Bundesliga und ein Spiel im DFB-Pokal als Torhüter.

## Laufbahn
Wolfgang Mattern wuchs im rechtsrheinischen Stadtteil Köln-Kalk auf und schloss sich mit zehn Jahren der Jugendabteilung von Siegfriedia Kalk an. Nach drei Jahren folgte der Schritt zum SC Borussia 05 Köln-Kalk, ehe das Talent zur letzten A-Jugendrunde, 1973/74, beim Bundesligisten 1. FC Köln landete. Unter Trainer Josef Röhrig gewann er mit seinen Mannschaftskameraden die Mittelrheinmeisterschaft und zog auch in das Finale um die deutsche Jugendmeisterschaft ein. Das Endspiel verlor Mattern mit Mitspielern wie Gerd Strack, Hermann Knöppel und Hans-Jürgen Tritschoks am 9. Juni in Stade mit 0:1 gegen die A-Junioren des 1. FC Nürnberg. Danach wurde er in die 1. Amateurmannschaft des 1. FC Köln aufgenommen.
Gemeinsam mit Hermann Knöppel, Rainer Nicot, Christoph Daum und Ralf Faber bildete er über Jahre unter den Trainern Gero Bisanz und Erich Rutemöller das Gerüst der FC-Amateure und gehörte zum ständigen Inventar der Auswahl des Mittelrheins. Der 1,89 m große, fangsichere und vor allem auf der Linie starke Torhüter gewann 1977 die Meisterschaft in der Verbandsliga Mittelrhein und 1981 in der Oberliga Nordrhein. Als Krönung holte er mit Mannschaftskameraden wie Bernd Grabosch und Rüdiger Halbe am 14. Juni 1981 mit einem 2:0-Erfolg gegen den FC St. Pauli auch die deutsche Meisterschaft der Amateure nach Köln. Insgesamt dreimal half er bei den Profis aus, als dort im Tor Not am Mann war: Zweimal in der Bundesliga am 9. Oktober 1974 gegen den Hamburger SV (1:3) und am 15. November 1975 gegen Eintracht Frankfurt (3:3), sowie am 9. Oktober 1977 im DFB-Pokal gegen den Karlsruher SC (4:0). Er stand als zuverlässiger „Standby-Torwart“ hinter Toni Schumacher, dessen Stellvertreter Slobodan Topalović und später Gerald Ehrmann immer bereit, wenn er gebraucht wurde.
Von 1987 bis 1990 beendete er beim damaligen Oberligisten SC Viktoria Köln seine aktive Laufbahn und wechselte dann in die Rolle des Torwarttrainers. Von 1990 bis 1994 übte er diesen Job bei Bayer 04 Leverkusen bei der B- und A-Jugend aus um danach eine Saison beim 1. FC Junkersdorf anzuhängen. Vom 1. Juli 2011 bis 30. Juni 2014 war Wolfgang Mattern Torwarttrainer beim FC Viktoria Köln.
Der bei der WestLotto als Techniker angestellte Mattern lebt im bergischen Rösrath.

## Vereine
- 1973–1987 1. FC Köln
- 1987–1990 SC Viktoria Köln

## Erfolge
- 1981 Deutscher Amateur-Meister mit 1. FC Köln Amateure